# Евгеньевская улица (Санкт-Петербург)
Евге́ньевская у́лица — улица в Центральном районе Санкт-Петербурга. Проходит от проспекта Бакунина до Старорусской улицы. На юго-запад продолжается Перекупным переулком, на северо-восток — Кирилловской улицей.

## История
Наименована 9 февраля 1911 года по Общине Святой Евгении сестёр милосердия, располагавшейся здесь (дом 1).
Община появилась в 1890-х годах, названа в честь её основательницы Светлейшей княжны Е.М. Лейхтенбергской.

## Застройка
- Дом № 1 — городская больница № 46 святой Евгении.
- Дом № 2 — Мытный двор, построенный в XVIII веке[1][2].